# Giovanni de Martino
Giovanni de Martino (* 13. Januar 1870 in Neapel; † 3. März 1935 ebenda) war ein italienischer Bildhauer.

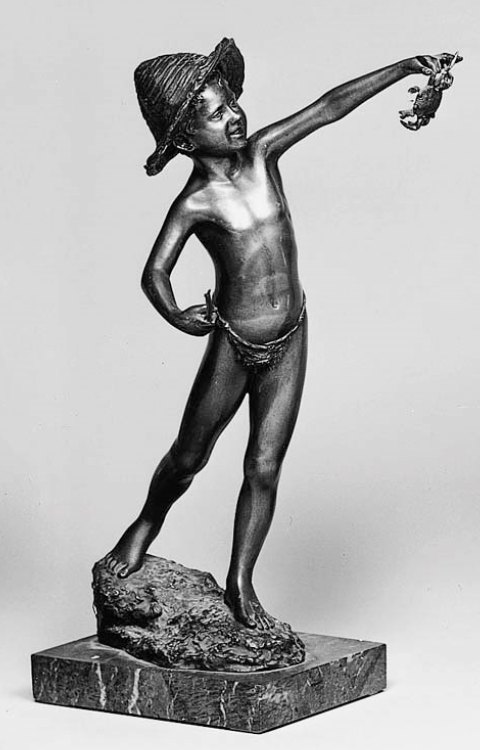
Le Pêcheur de criquets, 1916

## Werke in Museen
- Museo d’Arte Contemporanea di Roma
- Museo Michelangiolesco, Caprese Michelangelo, Provinz Arezzo
- Galleria dell’Accademia, Neapel (Bimba pensosa)
- Fondazione Federico Zeri, Universität Bologna
- M.a.x.museo, Collezione Comune di Chiasso, Schweiz

## Kunstmarkt
Giovanni de Martino nahm zwischen 1900 und 1929 an mehreren nationalen und internationalen Ausstellungen teil.
- Salon de Paris, Louvre, 1900, wo er einen Sonderpreis mit der Bronze-Skulptur der Pescatore di locuste gewann.
- Biennale di Venezia, Venedig, 1907, 1922, 1924, 1928
- Reale accademia di disegno, Accademia di belle arti di Napoli, Neapel, 1929

Bei einer Sotheby’s-Auktion in New York im Jahr 2008 wurde Giovanni De Martinos „Fishermen“ (1930), eine Bronzeskulptur, für 7.500 US-Dollar zuzüglich Auktionsgebühren verkauft.

## Stil
De Martinos Produktion hat, wie in Vincenzo Gemito, „Akzente des aufrichtigen Realismus, verschönert durch freie Variationen von Ebenen und lebendige Lichtschwingungen.“ Die Lieblingsthemen der Plastikproduktion waren wie bei Vincenzo Gemito die „Scugnizzi“; In seinen Werken zeichnen sich die neapolitanischen Straßenkinder durch eine betonte körperliche Frische, eine sentimentale Wärme aus und werden manchmal von einer Energie am Rande des Ausbruchs, manchmal von einer tiefen Melancholie beseelt, ohne jedoch mechanisch und schwach bereits erschöpfte Pläne zu wiederholen Antike.

## Fotos einiger Werke
- Foto Giacomelli: Giovanni De Martino, Pastorello divino (Bronze-Skulptur). Venezia – XVII Esposizione Internazionale d’Arte. In: Lombardia Beni Culturali.
- Testa di Scugnizzo (Bronze-Skulptur, 1875). Civico Museo d’Arte Moderna e Contemporanea Castello di Masnago. In: Lombardia Beni Culturali.
- Aragostaio (Bronze-Skulptur, 1875). Civico Museo d’Arte Moderna e Contemporanea Castello di Masnago. In: Lombardia Beni Culturali.
- Ein italienischer polychrome-patinierte Bronze eines Fischerjungen , Neapel, 1900, stehend, spärlich bekleidet, hält eine Krabbe in der linken Hand und eine Urne in der rechten Hand, auf einem geformten naturalistischen Grund signiert de Martino, erzielter Preis $ 11,943 am 1. November 2001, Christie’s, London.